# Englische Badmintonmeisterschaft 1974
Die Englische Badmintonmeisterschaft 1974 fand bereits vom 7. bis zum 8. Dezember 1973 im Christie Miller S.C. in Melksham statt.

## Sieger und Platzierte
| Disziplin    | Gold                       | Silber                        | Bronze                         |
| ------------ | -------------------------- | ----------------------------- | ------------------------------ |
| Herreneinzel | Derek Talbot               | Mike Tredgett                 | Ray Stevens                    |
| Herreneinzel | Derek Talbot               | Mike Tredgett                 | Peter Penneket                 |
| Dameneinzel  | Margaret Beck              | Gillian Gilks                 | Margaret Boxall                |
| Dameneinzel  | Margaret Beck              | Gillian Gilks                 | Heather Nielsen                |
| Herrendoppel | Elliot Stuart Derek Talbot | Ray Stevens Mike Tredgett     | Ray Rofe Michael Wilks         |
| Herrendoppel | Elliot Stuart Derek Talbot | Ray Stevens Mike Tredgett     | Colin Beacom Alan Connor       |
| Damendoppel  | Gillian Gilks Nora Gardner | Margaret Beck Heather Nielsen | Barbara Giles Margo Winter     |
| Damendoppel  | Gillian Gilks Nora Gardner | Margaret Beck Heather Nielsen | Margaret Boxall Susan Whetnall |
| Mixed        | Derek Talbot Gillian Gilks | Elliot Stuart Nora Gardner    | Meager Ursula Smith            |
| Mixed        | Derek Talbot Gillian Gilks | Elliot Stuart Nora Gardner    | Mike Tredgett Margaret Boxall  |

## Finalresultate
| Disziplin    | Sieger                     | Finalist                      | Ergebnis          |
| ------------ | -------------------------- | ----------------------------- | ----------------- |
| Herreneinzel | Derek Talbot               | Mike Tredgett                 | 15-4, 13-15, 15-5 |
| Dameneinzel  | Margaret Beck              | Gillian Gilks                 | 11-2, 12-11       |
| Herrendoppel | Derek Talbot Elliot Stuart | Ray Stevens Mike Tredgett     | 15-8, 15-8        |
| Damendoppel  | Nora Gardner Gillian Gilks | Margaret Beck Heather Nielsen | 15-3, 15-6        |
| Mixed        | Derek Talbot Gillian Gilks | Elliot Stuart Nora Gardner    | 15-5, 15-11       |